# جوني رايت (مغني)
جوني رايت (بالإنجليزية: Johnnie Wright)‏ (13 مايو 1914 – 27 سبتمبر 2011) هو مغني وكاتب أغاني أمريكي، قضى معظم مسيرته الفنية مع جاك أنغلين في الثنائي جوني وجاك، وكان أيضا زوج نجمة موسيقى الكانتري كيتي ويلز.

## السيرة

### بدايات حياته
وُلد جون روبرت رايت جونيور في ماونت جولييت في تينيسي. تزوج من كيتي ويلز في عام 1937، وشكل جوني مع زوجته وأخته لويز فريقا غنائيا. غنى أول مرة مع أنجلين في عام 1936، ثم شكلا لاحقا فريق جوني وجاك في عام 1939. ظل الاثنان معا لأكثر من عقدين من الزمن، على أن الفريق توقف مؤقتا عند مشاركة أنجلين في الحرب العالمية الثانية. في عام 1952، انضم الفريق إلى غراند أول أوبري.
توفي أنجلين في حادث سيارة في عام 1963، وواصل رايت الغناء وإصدار الأغاني من بعده. في عام 1965، حقق النجاح بأغنية "Hello Vietnam" من تأليف توم تي هول، واحتلت المركز الأول على قائمة بيلبورد لأغاني الكانتري. ولكن رغم هذا لم يواصل نجاحه السابق، وكانت هذه الأغنية الوحيدة له التي تدخل العشرين الأوائل. في عام 1968، سجل هو وزوجته أغنية بعنوان "We'll Stick Together"، واستمرا في تقديم العروض الحية معًا حتى عام 2000. 
كانت جوني رايت عضوًا مؤسسًا في جمعية موسيقى الكانتري، ورفض عرض أن يكون أول رئيس لها. شارك أيضًا في الجهود لبناء قاعة مشاهير موسيقى الكانتري. على أنه لم يتم إدخاله بعد في القاعة.
في عام 1983، افتتح رايت وويلز متحف واستوديو فاميلي كانتري جانكشن في مسقط رأسهما في بلدة ماديسون في تينيسي. أغلق المتحف في أكتوبر 2000، لكن حفيدهما، جون ستورديفانت، أبقى الاستوديو يعمل.
في 31 ديسمبر 2000، قدم الزوجان حفلا وداعيا في مسرح ناشفيل نايت لايف.

## الحياة الشخصية
تزوج جوني رايت وكيتي ويلز في 30 أكتوبر 1937. وأنجبا ثلاثة أطفال، روبي (1939-2009)،  وبوبي، وكارول سو. دخل بوبي وروبي مجال الموسيقى وحققوا نجاحا بسيطا، أما كارول سو فغنت أحيانا مع أمها وأختها، ولم تغني بشكل منفرد.
توفي جوني رايت في منزله لأسباب طبيعية في 27 سبتمبر 2011، وعانى لفترة من تدهور صحته قبل وفاته،  بعد عامين بالضبط من وفاة ابنته الكبرى روبي؛ وقبل 33 يومًا عن الذكرى الرابعة والسبعين لزواجه من ويلز.  وتوفيت كيتي ويلز بعد أقل من عشرة أشهر في 16 يوليو 2012. 

## ديسكوغرافيا

### الألبومات
| السنة | الالبوم                                                                       | ألبومات الكانتري (أمريكا) | العلامة |
| ----- | ----------------------------------------------------------------------------- | ------------------------- | ------- |
| 1965  | Hello Vietnam                                                                 | 5                         | ديكا    |
| 1966  | Country Music Special                                                         | 40                        | ديكا    |
| 1967  | Country… The Wright Way                                                       | —                         | ديكا    |
| 1968  | Johnnie Wright Sings Country Favorites                                        | —                         | ديكا    |
| 1968  | We'll Stick Together (with كيتي ويلز)                                         | 30                        | ديكا    |
| 1972  | Kitty Wells & Johnny Wright Sing Heartwarming Gospel Songs (with Kitty Wells) | —                         | ديكا    |
| 1980  | Johnnie Wright                                                                | —                         | Rubocca |

### الأغاني
| السنة | الأغنية                                                 | أغاني الكانتري (أمريكا) | الألبوم                                |
| ----- | ------------------------------------------------------- | ----------------------- | -------------------------------------- |
| 1963  | "Sweet Snow Dear"                                       | —                       | Hello Vietnam                          |
| 1964  | "Walkin', Talkin', Cryin', Barely Beatin' Broken Heart" | 22                      | Hello Vietnam                          |
| 1964  | "Don't Give Up the Ship"                                | 37                      | Hello Vietnam                          |
| 1965  | "Blame It on the Moonlight"                             | 28                      | Hello Vietnam                          |
| 1965  | "Hello Vietnam"                                         | 1                       | Hello Vietnam                          |
| 1965  | "Keep the Flag Flying"                                  | 31                      | Country Music Special                  |
| 1966  | "Nickels, Quarters and Dimes"                           | 31                      | Country Music Special                  |
| 1966  | "I'm Doing This for Daddy"                              | 53                      | Country… The Wright Way                |
| 1966  | "Mama's Little Jewel"                                   | 50                      | Country… The Wright Way                |
| 1967  | "Ole Honky Tonk"                                        | —                       | Johnnie Wright Sings Country Favorites |
| 1967  | "American Power"                                        | 66                      | أغاني منفردة فقط                       |
| 1967  | "Music to Cry by"                                       | 69                      | Johnnie Wright Sings Country Favorites |
| 1968  | "Atlanta Georgia Baby"                                  | —                       | Johnnie Wright Sings Country Favorites |
| 1968  | "We'll Stick Together" (with كيتي ويلز)                 | 54                      | We'll Stick Together                   |
| 1968  | "(They Always Come Out) Smellin' Like a Rose"           | 66                      | أغاني منفردة فقط                       |
| 1969  | "Love Ain't Gonna Die (I'm Gonna Have to Kill It)"      | —                       | أغاني منفردة فقط                       |
| 1969  | "Sing a Song About Love"                                | —                       | أغاني منفردة فقط                       |
| 1970  | "A Dear John Letter"                                    | —                       | أغاني منفردة فقط                       |
| 1970  | "Love Everybody"                                        | —                       | أغاني منفردة فقط                       |
| 1970  | "Where the Heart Aches Hang Around"                     | —                       | أغاني منفردة فقط                       |
| 1971  | "Old Honky Tonk"                                        | —                       | أغاني منفردة فقط                       |
| 1971  | "High Cost of Livin'"                                   | —                       | أغاني منفردة فقط                       |
| 1971  | "South in New Orleans"                                  | —                       | أغاني منفردة فقط                       |
| 1972  | "Doo-Hickey"                                            | —                       | أغاني منفردة فقط                       |
| 1972  | "Don't Let the Stars Get in Your Eyes"                  | —                       | أغاني منفردة فقط                       |
| 1973  | "Ode to a Country Bar"                                  | —                       | أغاني منفردة فقط                       |
| 1974  | "Wild Passionate Lover"                                 | —                       | أغاني منفردة فقط                       |
| 1976  | "I Never Told Him I Loved You"                          | —                       | أغاني منفردة فقط                       |
| 1980  | "Pressure"                                              | —                       | Johnnie Wright                         |
| 1982  | "Just a Simple Bouquet"                                 | —                       | أغاني منفردة فقط                       |
| 1984  | "The King Went on a Journey"                            | —                       | أغاني منفردة فقط                       |

## وصلات خارجية
- جوني رايت على موقع ميوزك برينز (الإنجليزية)
- جوني رايت على موقع أول ميوزيك (الإنجليزية)
- جوني رايت على موقع ديسكوغز (الإنجليزية)
- Johnnie Wright Interview NAMM Oral History Library (2004)